# خواکین ارزرا
خواکین ارزرا (انگلیسی: Joaquín Arzura؛ زادهٔ ۱۸ مهٔ ۱۹۹۳) بازیکن فوتبال اهل آرژانتین است.
از باشگاه‌هایی که در آن بازی کرده‌است می‌توان به باشگاه فوتبال ناسیونال اروگوئه، باشگاه فوتبال ریور پلاته، و باشگاه فوتبال اتلتیکو تیگره اشاره کرد.
وی همچنین در تیم ملی فوتبال زیر ۲۳ سال آرژانتین بازی کرده‌است.